# Amanda Marshall

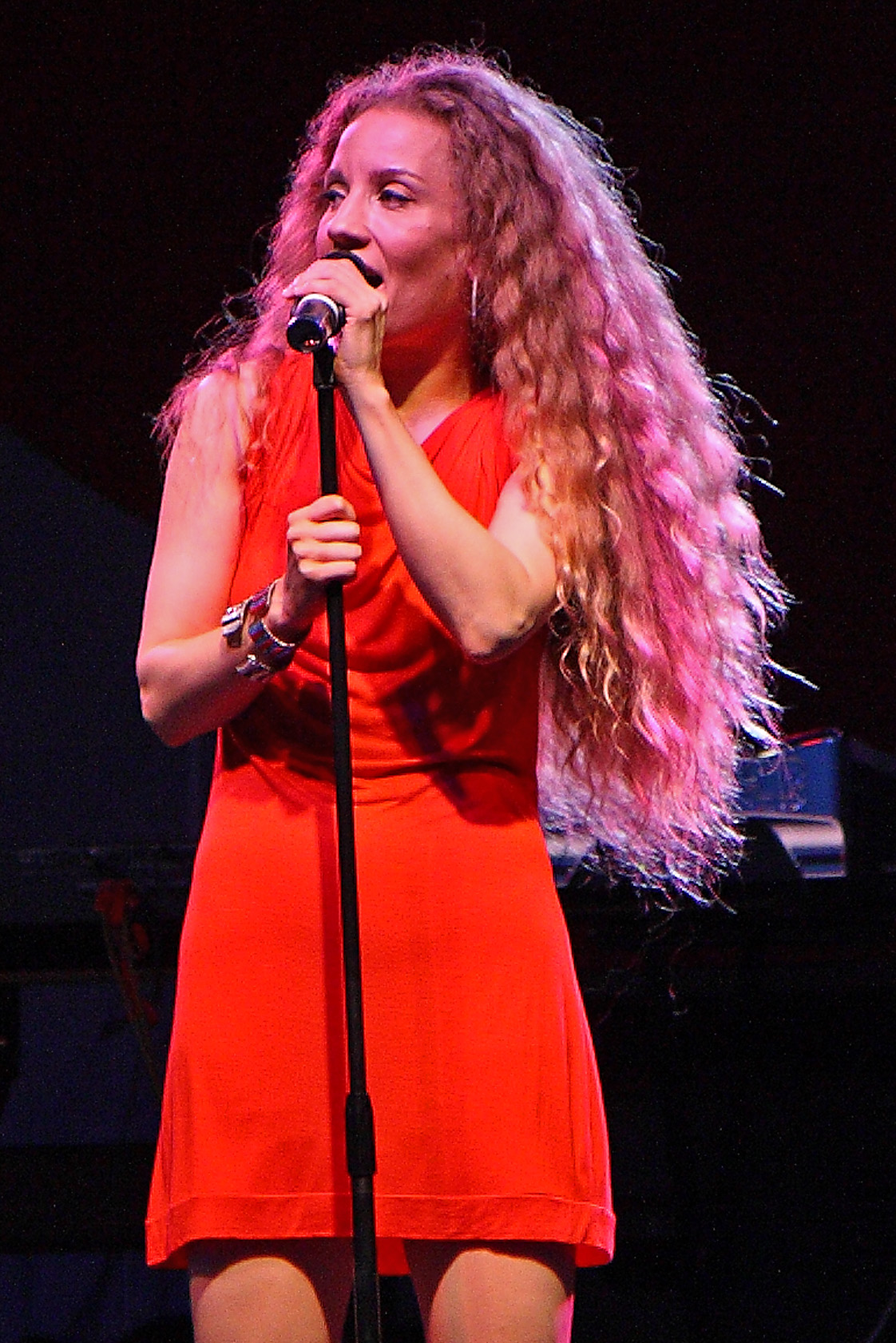
Amanda Marshall 2009 bei einem Konzert

Amanda Meta Marshall (* 29. August 1972 in Toronto, Ontario) ist eine kanadische Pop- und Rocksängerin. Sie wurde 1995 durch die Stücke Let it rain und Birmingham bekannt.

## Werdegang
Amanda ist das einzige Kind von Doug und Gencie Marshall und wuchs in einer multiethnischen Familie auf, da ihre Mutter aus Trinidad stammt. Schon früh zeigte sich ihre musikalische Begabung, weshalb die Eltern sie bereits mit drei Jahren an einem speziellen Lehrprogramm am Konservatorium in Toronto anmeldeten. Dort erhielt sie Unterricht am Klavier und im klassischen Gesang. Trotz eines großen Talents für die klassische Musik stieg Amanda Marshall bald auf Jazzgesang um. 1990 lernte sie den Gitarristen Jeff Healey auf einem seiner Konzerte in Toronto kennen, der sie ermutigte, an einem offenen Konzert teilzunehmen, an dem er sie mit der Gitarre begleitete. Überzeugt von ihrem Talent, lud Healey den völlig unbekannten Teenager als Vorsängerin für seine kommende Tournee ein. Innerhalb weniger Wochen stellte Amanda Marshall ihre erste Band zusammen und begleitete daraufhin Healey und später auch Tom Cochrane.
1991 bot Columbia Records ihr einen Plattenvertrag an, den Marshall jedoch ausschlug. Erst 1994 nahm sie das Angebot von Sony Records an und präsentierte 1995 ihre ersten Singles, denen Ende des Jahres das Debütalbum Amanda Marshall folgte. Auf Anhieb gelangen ihr mit Let it Rain und Birmingham internationale Top-Ten-Hits. Innerhalb eines Jahres erhielt sie für das Album, das sich in ihrer Heimat Kanada über eine Million Mal verkaufte, eine Diamantene Schallplatte. Stilistisch war das Werk im Alternativen Rock anzusiedeln. Insbesondere Elton John zeigte sich von ihr begeistert und bewarb das Album in der Rosie O’Donnell Show. 1996 trat sie auch in Deutschland auf. Peter Maffay unterbrach am 14. September 1996 bei Rock im Wald in Erlenbrunn seinen Auftritt und ließ stattdessen sie auf die Bühne.
1999 erschien ihr zweites Album, Tuesday’s Child, welches zwar nicht ganz so erfolgreich wurde, ihr aber dennoch eine ausverkaufte Kanada- und Europa-Tournee bescherte. Auf ihrem dritten Album, Everybody’s got a Story, welches 2001 erschien, erweiterte Marshall ihren Stil um Elemente des R&B, Pop, aber auch Rock.
Nach 2002 wurde es ruhig um Amanda Marshall. In diesem Jahr feuerte sie ihr Management. Im Anschluss danach gab es einen Rechtsstreit mit ihrem Label, der bis auf Weiteres alle ihre Aktivitäten einschränkte. 2003, 2006 und 2008 erschienen drei Best-of-Alben. Das erste Mal live trat sie nach längerer Pause am 5. November 2010 im Casino Rama in Orillia, Ontario, auf.
2012 wurde ein neues Album angekündigt. Laut Marshall waren zu diesem Zeitpunkt die Aufnahmen bereits abgeschlossen. Das neue Werk sollte zunächst in eine eher ruhige, folkigere Richtung gehen, während der Aufnahmen wurde die Musik aber zunehmend elektronischer und tanzbarer. Das Album erschien jedoch nicht.
Ende März 2023 kündigte Marshall ein neues Album für das Jahr mit dem Titel Heavy Lifting an. Es ist für Juni bis August 2023 eine Tournee durch Kanada geplant. Als erster Titel aus dem Album wurde am 31. März die Single I Hope She Cheats veröffentlicht. Am 9. Juni des Jahres erschien das neue Album mit elf Titeln, unter anderem auch auf rotem Vinyl.

## Diskografie

### Alben
| Jahr | Titel                   | Höchstplatzierung, Gesamtwochen, AuszeichnungChartplatzierungen (Jahr, Titel, Platzierungen, Wochen, Auszeichnungen, Anmerkungen) | Höchstplatzierung, Gesamtwochen, AuszeichnungChartplatzierungen (Jahr, Titel, Platzierungen, Wochen, Auszeichnungen, Anmerkungen) | Höchstplatzierung, Gesamtwochen, AuszeichnungChartplatzierungen (Jahr, Titel, Platzierungen, Wochen, Auszeichnungen, Anmerkungen) | Höchstplatzierung, Gesamtwochen, AuszeichnungChartplatzierungen (Jahr, Titel, Platzierungen, Wochen, Auszeichnungen, Anmerkungen) | Höchstplatzierung, Gesamtwochen, AuszeichnungChartplatzierungen (Jahr, Titel, Platzierungen, Wochen, Auszeichnungen, Anmerkungen) | Anmerkungen                             |
| Jahr | Titel                   | DE | AT | CH | UK | US | Anmerkungen                             |
| ---- | ----------------------- | --- | --- | --- | --- | --- | --------------------------------------- |
| 1995 | Amanda Marshall         | DE36 (22 Wo.)DE | AT41 (7 Wo.)AT | CH42 (3 Wo.)CH | UK47 (3 Wo.)UK | US156 (7 Wo.)US | Erstveröffentlichung: 17. Oktober 1995  |
| 1999 | Tuesday’s Child         | DE18 (18 Wo.)DE | AT25 (7 Wo.)AT | CH19 (9 Wo.)CH | — | — | Erstveröffentlichung: 25. Mai 1999      |
| 2001 | Everybody’s Got a Story | DE79 (2 Wo.)DE | — | — | — | — | Erstveröffentlichung: 13. November 2001 |
| 2023 | Heavy Lifting           | — | — | — | — | — | Erstveröffentlichung: 9. Juni 2023      |

### Kompilationen
- 2003: Intermission: The Singles Collection
- 2006: Collections (Greatest Hits)
- 2008: The Steel Box Collections

### Singles
| Jahr | Titel Album                       | Höchstplatzierung, Gesamtwochen, AuszeichnungChartplatzierungen (Jahr, Titel, Album, Platzierungen, Wochen, Auszeichnungen, Anmerkungen) | Höchstplatzierung, Gesamtwochen, AuszeichnungChartplatzierungen (Jahr, Titel, Album, Platzierungen, Wochen, Auszeichnungen, Anmerkungen) | Höchstplatzierung, Gesamtwochen, AuszeichnungChartplatzierungen (Jahr, Titel, Album, Platzierungen, Wochen, Auszeichnungen, Anmerkungen) | Höchstplatzierung, Gesamtwochen, AuszeichnungChartplatzierungen (Jahr, Titel, Album, Platzierungen, Wochen, Auszeichnungen, Anmerkungen) | Höchstplatzierung, Gesamtwochen, AuszeichnungChartplatzierungen (Jahr, Titel, Album, Platzierungen, Wochen, Auszeichnungen, Anmerkungen) | Anmerkungen |
| Jahr | Titel Album                       | DE | AT | CH | UK | US | Anmerkungen |
| ---- | --------------------------------- | --- | --- | --- | --- | --- | ----------- |
| 1995 | Let It Rain Amanda Marshall       | DE73 (11 Wo.)DE | — | — | UK80 (1 Wo.)UK | — |             |
| 1996 | Birmingham Amanda Marshall        | — | — | — | — | US43 (20 Wo.)US |             |
| 1996 | Fall From Grace Amanda Marshall   | DE78 (9 Wo.)DE | — | — | — | — |             |
| 1996 | Beautiful Goodbye Amanda Marshall | — | — | — | UK79 (1 Wo.)UK | — |             |
| 1997 | Dark Horse Amanda Marshall        | DE93 (6 Wo.)DE | — | — | — | — |             |
| 1999 | Believe In You Tuesday’s Child    | DE75 (9 Wo.)DE | AT16 (12 Wo.)AT | CH49 (1 Wo.)CH | — | — |             |

Weitere Singles
- 1997: Sitting on Top of the World
- 1997: Trust Me (This Love)
- 1999: Love Lift Me
- 1999: If I Didn’t Have You
- 2000: Shades of Gray
- 2000: Why Don’t You Love Me
- 2001: Everybody’s Got a Story
- 2002: Sunday Morning After
- 2002: Marry Me
- 2002: Double Agent
- 2003: The Voice Inside
- 2003: Until We Fall In

## Auszeichnungen für Musikverkäufe
| Goldene Schallplatte - Australien - 1997: für das Album Amanda Marshall - Neuseeland - 1997: für das Album Amanda Marshall - Niederlande - 1997: für das Album Amanda Marshall - Norwegen - 1996: für die Single Let It Rain Platin-Schallplatte - Kanada - 2002: für das Album Everybody’s Got a Story - Norwegen - 1996: für das Album Amanda Marshall | 3× Platin-Schallplatte - Kanada - 2003: für das Album Tuesday’s Child Diamantene Schallplatte - Kanada - 2000: für das Album Amanda Marshall |

Anmerkung: Auszeichnungen in Ländern aus den Charttabellen bzw. Chartboxen sind in ebendiesen zu finden.
| Land/RegionAuszeichnungen für Musikverkäufe (Land/Region, Auszeichnungen, Verkäufe, Quellen) | Gold     | Platin     | Diamant  | Verkäufe  | Quellen         |
| -------------------------------------------------------------------------------------------- | -------- | ---------- | -------- | --------- | --------------- |
| Australien (ARIA)                                                                            | Gold1    | —          | —        | 35.000    | aria.com.au     |
| Kanada (MC)                                                                                  | —        | 4× Platin4 | Diamant1 | 1.400.000 | musiccanada.com |
| Neuseeland (RMNZ)                                                                            | Gold1    | —          | —        | 7.500     | Einzelnachweise |
| Niederlande (NVPI)                                                                           | Gold1    | —          | —        | 50.000    | nvpi.nl         |
| Norwegen (IFPI)                                                                              | Gold1    | Platin1    | —        | 60.000    | ifpi.no         |
| Insgesamt                                                                                    | 4× Gold4 | 5× Platin5 | Diamant1 |           |                 |